# Meeresnationalpark Archipiélago de San Lorenzo
Der Parque Nacional Marino Archipiélago de San Lorenzo ist ein mexikanischer Nationalpark im Golf von Kalifornien, der den Archipel San Lorenzo sowie einige Inseln nordwestlich davon (Isla Rasa, Roca Rasa oder Raista und Isla Partida) umfasst, und gehört zur Provinz Baja California. Er wird von der Secretaría de Medio Ambiente y Recursos Naturales verwaltet.
Das zur Stadt Mexicali gehörende, vom Festland Niederkaliforniens durch den Canal de Salsipuedes getrennte Gebiet enthält auf den Inseln und den sie umgebenden Gewässern eine reichhaltige Flora und Fauna.

## Flora und Fauna
Der Nationalpark hat einmalige Ökosysteme und Habitate. Die Ökosysteme bilden wichtige Nahrungsgrundlagen für Meerestiere, Vögel und die angrenzenden menschlichen Siedlungen. Die reichhaltigen Gewässer des Golfs von Kalifornien bergen mehr als 800 Spezies von Fischen und 2000 Arten von Wirbellosen.
Die Inseln selbst erscheinen wenig fruchtbar durch Mangel an frischem Wasser und die Trockenheit (60 mm jährlicher Niederschlag), es gibt nur ein paar Sträucher und Kakteen, sonst herrscht Wüste. Die marine Flora besteht aus mehreren Sorten Algen. Die Algen dient als idealer Lebensraum für kleine Meerestiere.
Die Fauna enthält folgende bedrohte Arten: Blauwal, Buckelwal, Großer Schwertwal, Pottwal, Suppenschildkröte, Echte Karettschildkröte, Oliv-Bastardschildkröte, Totoaba. Im Archipel gibt es eine große Zahl kommerziell bedeutender Fische. Schwertfisch, Seehechte und Rundkopfdelfin sind ebenfalls häufig.
Die Insel Rasa ist ein wichtiges Brutgebiet für Heermannmöwe, Schmuckseeschwalbe, Amerikanischen Austernfischer, Craverialk und Braunpelikan. Heermannmöwe und Schmuckseeschwalbe werden auf bis zu 260.000 bzw. 200.000 Individuen geschätzt, etwa 95 % ihrer gesamten Population auf der Erde.
Die Inseln Salsipuedes, Las Animas und San Lorenzo sind bedeutende Habitate für den Braunpelikan, die durchschnittliche Zahl ihrer Brutpaare wird auf den drei Inseln auf 6000 bis 18.000 geschätzt.
Auf den Inseln gibt es auch eine große Zahl von einheimischen und Zugvögeln, die durch das reiche Nahrungsangebot angezogen werden. Zu den am häufigsten beobachteten Arten zählen: Rundschwanzsperber, Steinadler, Wanderfalke, Columbidae, Prachtfregattvogel, Braunpelikan und Nazca-Tölpel.